# 吳國華 (萬曆進士)
吳國華（1579年—1627年），字朝賓，號愛日，福建福寧府寧德縣軍籍。明朝官员，同進士出身。

## 生平
萬曆四十年（1612年）壬子科舉人，萬曆四十四年（1616年）丙辰科进士，都察院觀政，丁憂歸。四十七年授行人司行人。曾奉使赵、鲁诸藩王，温恭有体，谢绝馈赠，颇著贤名。天启五年（1625年）四月考选，升任兵科给事中，疏劾阉党曹钦程，八月被削籍为民。天启七年（1627），抑郁而亡，年仅四十九岁。崇祯元年（1658年），追赠太常寺少卿。祀鄉賢。

## 家族
曾祖吴榆，冠带。祖父吴煇。父吴應麟，冠带。